# Hans Schwerdtfeger
Hans Wilhelm Eduard Schwerdtfeger (Gottinga, 9 dicembre 1902 – Adelaide, 26 giugno 1990) è stato un matematico tedesco naturalizzato australiano.
Lavorò nella teoria di Galois, la teoria della matrice, la teoria dei gruppi e le loro geometrie e l'analisi complessa.